# Jogszabály
A jogszabály szó három értelemben használatos.
(1) Egyrészt a magyar jogrendszerben az számít jogszabálynak, ami az Alaptörvény és a jogalkotásról szóló 2010. évi CXXX. törvény meghatározásának megfelel.
|  | „Jogszabály a törvény, a kormányrendelet, a miniszterelnöki rendelet, a miniszteri rendelet, a Magyar Nemzeti Bank elnökének rendelete, az önálló szabályozó szerv vezetőjének rendelete és az önkormányzati rendelet. Jogszabály továbbá a Honvédelmi Tanács rendkívüli állapot idején és a köztársasági elnök szükségállapot idején kiadott rendelete.” |
|  | – Magyarország Alaptörvénye T) cikk (2) bekezdés |

(2) Másrészt általánosabb értelemben a jogszabály szó mindazon jogi normák megjelölésére használható, amelyeket bármely - tehát akár külföldi vagy nemzetközi - jogrendszer normatív jelleggel ruház fel, normatív jellegűnek tekint (pl. „német jogszabályok”, „az EU jogszabályai” stb.).
(3) Harmadrészt szokás a jogszabály szót egy a fenti két értelem valamelyikében vett jogszabály egyes rendelkezésére is vonatkoztatni. Például a Polgári törvénykönyvről szóló 1959. évi IV. törvény 339. §-a szűkebb értelemben egy jogszabály egy rendelkezése (jogszabályi rendelkezés), de tágabb értelemben maga is jogszabály.

## A jogszabályok szerkezeti elemei
1. Hipotézis (feltétel): Azt a magatartást írja le, aminek következtében alkalmazni kell, vagy lehet egy jogszabályt.
2. Diszpozíció (rendelkezés): A hipotézisben megfogalmazott magatartásnak a jogalkotó általi minősítése. A magatartást a jogalkotó háromféleképpen minősítheti, tilthatja, megengedheti és kötelezővé teheti.
3. Szankció (jogkövetkezmény): A hipotézisben megfogalmazott magatartás tanúsításának a következménye.

## A jogszabályok jellemzői
A jogszabályok legfontosabb közös jellemzője a normatív jelleg, azaz az, hogy
- kötelezőek (más kifejezéssel: kötelező erejűek), és
- általánosan alkalmazandóak (azaz nem konkrét esetre vonatkoznak)

## A jogszabályok érvényessége és hatálya
A jogszabályokkal kapcsolatos két fontos - és a laikusok által általában összekevert - fogalom a jogszabályok érvényessége és hatálya.
Egy jogszabály érvényessége alatt azt értjük, hogy a jogszabály megfelel a rá vonatkozó jogszabályoknak. Ez konkrétabban azt jelenti, hogy
- a jogszabályt (aa) az arra jogosult szerv vagy személy (bb) az erre előírt eljárási rend betartásával hozta létre (fogadta el), illetve hirdette ki (ez elengedhetetlen a hatályba lépéséhez) (ezt hívják formai vagy alaki érvényességnek), valamint hogy
- a jogszabály nem ellentétes a jogszabályi hierarchiában nála magasabb szinten álló jogszabállyal (ezt hívják tartalmi vagy anyagi érvényességnek).

Amikor a jogszabály hatályáról beszélünk, akkor azt határozzuk meg, hogy a jogszabály milyen esetekre vonatkozik, milyen esetekben alkalmazandó, milyen esetekben fejti ki kötelező erejét. A hatály tekintetében négy aspektust:
- a) tárgyi,
- b) területi,
- c) személyi és
- d) időbeli

hatályt szokás megkülönböztetni.
ad a)
Tegyük fel, hogy valamely jogszabály szerint adót kell fizetni a személygépkocsik forgalomba helyezése után, de ez a jogszabály nem beszél a motorkerékpárokról. Ez a jogszabály tehát a személygépkocsik forgalomba helyezésére vonatkozik, és nem vonatkozik a motorkerékpárok forgalomba helyezésére. Ebben az esetben azt mondjuk, hogy a jogszabály tárgyi hatálya a személygépkocsikra, illetve azok forgalomba helyezésére kiterjed, míg a motorkerékpárokra, illetve azok forgalomba helyezésére nem. Másképpen: a személygépkocsik a jogszabály tárgyi hatálya alá tartoznak, míg a motorkerékpárok nem.
ad b)
A közúti közlekedés szabályait megállapító magyar jogszabály a Magyar Köztársaság területén levő közutakon és közforgalom elől el nem zárt magánutakon folyó közlekedést szabályozza, így tehát például a franciaországi közutakon nem kell alkalmazni. Ezt úgy szokás mondani, hogy a magyar jogszabály területi hatálya Magyarországra terjed ki, míg Franciaországra nem.
ad c)
A köztisztviselőkről szóló jogszabályban (a köztisztviselők jogállásáról szóló törvényben, röviden a köztisztviselői törvényben) meghatározott szabályok a köztisztviselőkre vonatkoznak, míg a magánszférában dolgozókról a köztisztviselői törvény nem beszél. Azaz a köztisztviselői törvény személyi hatálya alá a köztisztviselők tartoznak, a magánalkalmazottakra a köztisztviselői törvény személyi hatálya nem terjed ki.
ad d)
Egy jogszabályt meghatározott időponttól kezdve (pl. 2007. október 1-jétől) és meghatározott időpontig (pl. 2009. január 15-ig) kell alkalmazni. Ez a két időpont egyrészt a jogszabály hatályba lépésének időpontja, másrészt a jogszabály hatályvesztésének, vagy hatályon kívül helyezésének időpontja. Minthogy az időbeli hatály a hatályosság leggyakrabban felmerülő aspektusa, ha egy jogszabályról általánosságban azt mondják, hogy „hatályban van”, „hatályos”, akkor általában az időbeli hatályára gondolnak, és azt értik ez alatt a kifejezés alatt, hogy a jogszabály hatályba lépésének időpontja már elmúlt, de hatályvesztésének időpontja még nem következett be.
A jogszabály (egészének) hatályba lépése napját a jogszabály egyik rendelkezése általában maga határozza meg. Egyben a jogszabályok a hatályba lépésük napjával általában hatályon kívül helyezik azokat a jogszabályokat, amelyek ellentétesek lennének vele, így például az ugyanazt a tárgykört szabályozó korábbi jogszabályt. Ritkán előfordul az is, hogy a jogszabály maga mondja ki önmagáról, hogy mikor veszti hatályát, illetve az is, hogy valamely rendelkezésének hatálybalépéséről nem rendelkezik, hanem e rendelkezés hatályba lépéséről későbbi jogszabálynak kell majd rendelkeznie. Amíg valamely jogszabályi rendelkezés ki nem mondja egy jogszabály hatályba lépését, addig a jogszabály - még ha érvényes is - nem alkalmazandó.
A fentiekből következik, hogy az érvényesség fogalmára tekintettel a „kötelező érvényű” kifejezés a jogi terminológiában nem létezik, és legfeljebb annyiban van értelme, hogy a „kötelező erejű” kifejezés helyett szokták hibásan alkalmazni. Az „érvénybe lép”, „érvényét veszti” stb. kifejezések az érvényesség fogalmára tekintettel szintén nem léteznek a jogi terminológiában. Ezeknek legfeljebb annyiban van értelmük, hogy a „hatályba lép”, illetve „hatályát veszti” stb. kifejezések helyett szokták őket hibásan alkalmazni. Egy jogszabály érvényessége független az időbeli hatályosságától.

## A jogszabályok hierarchiája
Jogszabályi hierarchia a jogszabályok között fennálló alá-fölé rendeltségi kapcsolat.
A jogszabályok a modern jogrendszerekben hierarchikus rendbe tagozódnak. Alsóbb szintű jogszabály nem lehet ellentétes felsőbb szintű jogszabállyal. A magyar jogrendszerben a hierarchia a jogalkotásról szóló törvény által megállapított fenti sorrendet követi azzal a jelentős eltéréssel, hogy a törvények közül az egyik, az alkotmány (ma az Alaptörvény) az összes többi törvény és ezáltal az összes többi jogszabály fölött áll.

### A hierarchia története Magyarországon
A jogalkotásról szóló 1987. évi XI. törvény (Jat.) felsorolta a jogalkotó szerveket és az általuk kibocsátható jogforrásokat. Eszerint a) az Országgyűlés törvényt, b) a Magyar Népköztársaság Elnöki Tanácsa törvényerejű rendeletet, c) a Minisztertanács rendeletet, d) a Minisztertanács elnöke, elnökhelyettese és tagja (miniszter) rendeletet, e) az országos hatáskörű szerv vezetésével megbízott államtitkár rendelkezést és f) a tanács rendeletet alkotott.
A rendszerváltás után az államszervezet változásával az Elnöki Tanács, a Minisztertanács, az államtitkár és a tanácsok jogalkotói hatásköre megszűnt, és új szerveknek (pl. köztársasági elnök, kormány, MNB elnöke, önkormányzatok) keletkezett jogalkotói hatásköre.

### A magyar Alaptörvényben

Az Alaptörvény T) cikke felsorolja a jogalkotó szerveket és az általuk kibocsátható jogforrásokat. Eszerint jogszabály
a) az Országgyűlés által hozott törvény,
b) a kormányrendelet,
c) a miniszterelnök és a miniszterek rendelete,
d) a Magyar Nemzeti Bank elnökének rendelete,
e) az önálló szabályozó szerv vezetőjének rendelete,
f) az önkormányzat rendelete, valamint
g) a Honvédelmi Tanács rendkívüli állapot idején és a köztársasági elnök szükségállapot idején kiadott rendelete.
A jogszabályokat – az önkormányzati rendelet kivételével – a Magyar Közlönyben kell kihirdetni.
Önálló szabályozó szerv a Nemzeti Média- és Hírközlési Hatóság (NMHH) és a Magyar Energetikai és Közmű-szabályozási Hivatal (MEKH).
A hierarchia eredetileg merev volt, és a jogalkotó szervek közötti hierarchikus viszonyt is kifejezett. A hatalommegosztás jogállami rendszerében azonban a merev hierarchia már nem érvényesülhet, hiszen az egyes szerveknek az Alaptörvény önálló, a hierarchiától független hatáskört is ad. A hierarchia megsértéséről az Alkotmánybíróság dönt, azonban figyelembe veszi, hogy a magasabb szintű jogszabály nem alkotmányellenes-e. Utóbbi esetben nem az alacsonyabb, hanem a magasabb szintű jogszabályt semmisíti meg.[forrás?]
A jogalkotásról szóló 2010. évi CXXX. törvény (Jat.) kimondja, hogy jogszabály nem lehet ellentétes az Alaptörvénnyel, vagy magasabb szinten elhelyezkedő jogszabállyal.